# Juarez Furtado
Juarez Rogério Furtado (Lages, 1 de abril de 1938) é um advogado e político brasileiro.

## Vida
Filho de Dorvalino Furtado e de Noêmia Ribeiro Furtado, bacharelou-se em direito pela Universidade Católica do Paraná, em 1964.

## Carreira
Foi deputado à Assembleia Legislativa de Santa Catarina na 7ª legislatura (1971 — 1975), eleito pelo Movimento Democrático Brasileiro (MDB), e na 11ª legislatura (1987 — 1991), eleito pelo Partido do Movimento Democrático Brasileiro (PMDB). Renunciou ao mandato em 1972.
Foi prefeito municipal de Lages de 1973 a 1977.
Foi deputado à Câmara dos Deputados na 46ª legislatura (1979 — 1983).